# 銀杏峯
銀杏峰（げなんぽ）は、福井県大野市南西部にある標高1440.7mの山。
「銀杏峰」と書いて「げなんぽ」と読むが、「ぎんなんぽう」「ぎなんぽう」とも呼ばれ、「銀椀峰」とか「宜南峰」「銀南峰」と書かれることもある。

## 概要
福井県大野市を流れる九頭竜川水系真名川支流の一級河川である清滝川の源流の山である。

## 山名の由来
かつて付近で銀を産出したためその名がついたと言われる。

## 周辺の山
- 部子山
- 荒島岳